# 韋恩斯維爾鎮區 (北卡羅萊納州海伍德縣)
韋恩斯維爾鎮區（英語：Waynesville Township）是位於美國北卡羅萊納州海伍德縣的一個鎮區。

## 地方資料
韋恩斯維爾鎮區的面積為168.60平方千米，皆為陸地。根據2020年美國人口普查的數據，當地共有人口20813人，而人口密度為每平方千米123.45人。